# San Hipólito, Tabasco
San Hipólito är en ort i Mexiko.   Den ligger i kommunen Jalpa de Méndez och delstaten Tabasco, i den sydöstra delen av landet, 600 km öster om huvudstaden Mexico City. San Hipólito ligger 14 meter över havet och antalet invånare är 775.
Terrängen runt San Hipólito är mycket platt. Runt San Hipólito är det ganska tätbefolkat, med 160 invånare per kvadratkilometer. Närmaste större samhälle är Cunduacán, 8,0 km sydväst om San Hipólito. Trakten runt San Hipólito består till största delen av jordbruksmark.